# Flookburgh
Flookburgh – wieś w Anglii, w Kumbrii. Leży 81 km na południe od miasta Carlisle i 352 km na północny zachód od Londynu. W 2015 miejscowość liczyła 1292 mieszkańców.